# Livingston (Band)
Livingston ist eine 2002 gegründete Rockband aus London.

## Geschichte
Die Geschichte von Livingston begann 2000 in Pretoria, Südafrika, als der Gitarrist Chris van Niekerk auf einem Konzert auf Beukes Willemse traf. Die beiden verstanden sich auf Anhieb und musizierten zwei Jahre lang zusammen. Als Willemse realisierte, dass sich der Traum seiner Musikkarriere nur erfüllen ließ, wenn er Südafrika verlassen würde, machte er sich auf den Weg nach London, van Niekerk folgte ihm.
In London trafen die beiden nach diversen Jam-Sessions auf ihren ersten Bassisten, den Dänen Martin Arnoldi, der 2005 vom Norweger Christoffer Borud und schließlich vom heutigen Bassisten Phil Magee, der aus England stammt, ersetzt wurde. Kurze Zeit später fand auch der italienische Schlagzeuger Paolo Serafini seinen Weg in die Band. Schließlich stieß noch der Deutsche Jakob Nebel, der von Willemse eines Abends entdeckt wurde, zur Band. Ihre unterschiedlichen kulturellen Hintergründe lassen die Mitglieder auch in ihre Musik einfließen.
Der Bandname ist auf das Buch Jonathan Livingston Seagull (deutsch: Die Möwe Jonathan) von Richard Bach zurückzuführen. Über das Buch sagt Willemse: „In dem Buch geht es darum, nicht wie jeder andere zu sein, sondern eine eigene Spur auf der Straße des Lebens zu hinterlassen. Keine Angst zu haben, wenn man sich dabei nicht an die allgemein gültigen Regeln hält. Den eigenen Traum zu leben.“
Nach einigen Aufnahmesessions in den legendären Abbey Road Studios und einer Live-Show in den Londoner MTV Studios 2006, nahm Manta Ray Music die Band unter Vertrag. In Los Angeles nahmen sie unter der Leitung von Al Clay ihr Debütalbum auf.
Als Support-Band für unterschiedliche Künstler wie Revolverheld, Blind, The Duke Spirit, Ich + Ich und Thomas Godoj wurden Livingston ab 2007 auch in Deutschland aktiv. Am 25. September 2009 erschien ihre Single Broken in Deutschland. Ihr Debütalbum Sign Language ist ein passender Album-Titel, wie Serafini erklärt: „Speziell für uns sind solche Symbole wichtig, da wir alle aus verschiedenen Kulturen kommen.“
Ihr Lied Go wurde zum Olympiasong des ZDF, anlässlich der Olympischen Winterspiele 2010 in Vancouver.
Livingston hatte am 18. Januar 2010 einen Gastauftritt in der Soap Gute Zeiten, schlechte Zeiten als sie selbst. Im Juni 2010 spielten sie sich in der deutschen Telenovela Eine wie keine ebenfalls selbst.
Im Herbst 2010 begleitete Livingston die Band Apocalyptica auf ihrer Tour durch ganz Europa und 2011 folgte eine Supportour mit Unheilig. Im Frühjahr 2012 warenLivingston mit ihrer eigenen Tour, „FireToFire“ Part 1, unterwegs, die im Herbst 2012 fortgesetzt wurde.
Am 30. März 2012 erschien ihr zweites Album Fire to Fire.
Zu Beginn der FireToFire-Part-II-Tour, im Oktober 2012, gab der Drummer der Band, Paolo Serafini, nach zehnjähriger Bandzugehörigkeit seinen Ausstieg bekannt.
Im Frühjahr 2013 waren Livingston auf einer Acoustic-Tour quer durch Deutschland unterwegs und hatten als Drummer für diese Tour Jan Siekmann dabei, der zuvor bei Bakkushan als Drummer tätig war.
Nach der Auflösung des Plattenvertrages bei Universal Music zogen sich Livingston zurück, um an neuen Songs für ihr drittes Album Animal zu schreiben. Im Frühjahr 2014 stellten Livingston erstmals ihre Songs dem Publikum auf einer Tour in Deutschland vor und unterzeichneten einen erneuten Plattenvertrag bei SPV.
Im März 2014 folgten sie einer Einladung nach Los Angeles zu den Global Rock Summit.
Am 30. Mai 2014 veröffentlichte die Band die Single Human.
Chemicals ist die zweite Singleauskopplung aus dem am 19. September 2014 in Deutschland veröffentlichten neuen Album Animal.
Im Juni 2015 wurde in Hamburg die 1. Live DVD aufgezeichnet.
Im Januar 2017 erfolgte eine neue Tour durch 5 deutsche Städte. Nach dieser Tour verlässt der Gitarrist Jakob Nebel nach fünfzehnjähriger Zugehörigkeit die Band.
Am 29. November 2019 veröffentlicht die Band ihre neue Single „Sabotage“.

## Diskografie

### Alben
- 2008: Doorways (Live-EP, Manta Ray Music)
- 2008: Wide Asleep (Akustik-EP; Manta Ray Music)
- 2009: Sign Language (Universal Music)
- 2012: Fire to Fire (Universal Music)
- 2014: Animal (Long Branch Records, SPV)

### Singles
- 2007: Don’t Stop Now (Absolute Marketing and Distribution Ltd)
- 2007: Disease (Manta Ray Music)
- 2008: One Good Reason (als MP3-Download)
- 2009: Broken (Universal Music)
- 2010: Go (Universal Music)
- 2010: Like a Wheel (Universal Music)
- 2012: Supernova (als MP3-Download)
- 2014: Human (SPV Recordings / als MP3-Download)
- 2019: Sabotage (Krod Records / Download)